# 사랑토야
사랑토야 바트멍흐(몽골어: Сарантуяа Батмөнх, 1970년 4월 20일~ )는 1980년대 말부터 몽골 가요계에서 활동 중인 메조소프라노 가수다. 간단한 이름으로 사라(몽골어: Сараа)라고도 알려져 있다.
그녀는 아직도 몽골 팝 음악의 여왕으로 칭송받으며 대중에게 인기가 있다. 수많은 히트곡이 있으며 몽골 역사상 가장 많은 음반 판매 기록을 가지고 있다. 야쿠트족 어머니 밑에서 태어났으며, 현재 배우자가 없으며 아들 한 명과 딸 한 명을 두고 있다.